# Rhogeessa minutilla
Rhogeessa minutilla é uma espécie de morcego da família Vespertilionidae. Pode ser encontrada na Colômbia e Venezuela.